# Feel Good Funk
Feel Good Funk è il terzo album di Jason Ricci, e il primo inciso con la sua storica band Jason Ricci & New Blood. Se si escludono gli album di altri artisti in cui Ricci ha partecipato, questo è il primo suo album in cui ricorre alla tecnica dell'overbend, dopo averla imparata dall'armonicista Adam Gussow e fatta propria.

## Tracce
1. From the Soul – 4:33 (Eric Denton)
2. Feel Good Funk – 6:25 (Eric Denton, Jason Ricci)
3. Comin' Home Baby – 3:41 (Ben Tucker, Bob Dounouh)
4. Drifting Blues – 9:10 (Johnny Moore, Eddie Williams)
5. Hip Shake – 8:18 (Slim Harpo)
6. Playboy – 4:43 (testo: Jason Ricci – musica: Sonny Boy Williamson II, Bobby Bland)
7. Everything I Play Gonna Be Funky – 5:45 (Slim Harpo)
8. Scratch My Back – 4:44 (Slim Harpo)
9. I-55 – 6:14 (testo: Jason Ricci – musica: Billy Gibson)
10. Careless Love – 4:00
11. Mississippi Mood – 7:40 (Jason Ricci)

## Formazione
- Jason Ricci - armonica, voce
- Sunshine Hahn - voce in Careless Love
- Jason Madaris - chitarra elettrica, voce in Everything I Play Gonna Be Funky
- Eric Deaton - chitarra elettrica in From the Soul e Mississippi Mood
- Andy Macausland - chitarra elettrica in Mississippi Mood
- Jason Rosner - basso elettrico
- Tom Louis - basso elettrico in Mississippi Mood
- Keith Whaler - basso elettrico in Careless Love
- Glenn Whaler - pianoforte in Careless Love
- Tommy Dequatro - batteria
- Randy Blitz - batteria in From the Soul e Mississippi Mood